# Tower 46
Der Tower 46 ist ein Bürohochhaus in Manhattan mit 34 Stockwerken. Es ist 152,7 Meter hoch. In ihm befinden sich 20 Aufzüge. Die Bauarbeiten begannen im Jahr 2008 und wurden im Jahr 2013 abgeschlossen.
Das Hochhaus liegt im sogenannten Diamond District zwischen Fifth und Sixth Avenue, einer der wichtigsten Adressen im internationalen Diamantenhandel.
Nach Informationen der Betreibergesellschaft wurde das Gebäude speziell für die Bedürfnisse des Diamanten- und Juwelenhandels konzipiert. Beispielsweise verfügt es über Sicherheitseinrichtungen, wie biometrische Zugangskontrollen, Videoüberwachungsanlagen und gesicherte unterirdische Laderampen.
Weiterhin verfügt das Gebäude über zwei Notstromaggregate mit einer Leistung von je 1.500 kW zur Absicherung von Lebensrettungs- und Sicherheitssystemen sowie wichtiger Gebäudefunktionen.
Im untersten Stock befindet sich ein Starbucks.
Ein großer Teil der Eigentümer und Mieter sind im weltweiten Diamanten- und Juwelenhandel tätig.